# Seewatchlook
Seewatchlook é uma peça de teatro criada por Michel Melamed em 2011. Em 2013 foi transformada em série de televisão pelo Canal Brasil e em 2014 foi lançado um documentário constando os bastidores da peça.

## História

### Peça
Estreou em outubro de 2011 nas ruas de NY, como uma peça de teatro. A peça questiona os limites entre ficção e realidade. "Até que ponto a cidade se tornou um palco e seus habitantes, atores?. Michel Melamed dirige um elenco de 12 atores: Alicia Giangrisostomi, Bruna Linzmeyer, Camila Campos, Emily Carpenter, Everett Goldner, Isabelle Zufferey Boulton, Joyce Miller, Juan Castano, Marcello Padilla, Noah Schultz, Sara Pauley, Tjasa Ferme, e Lemon, o cachorro.

### Série de televisão
Foi adaptada para a televisão em formato de série pelo Canal Brasil com dez episódios exibidos de 18 a 29 de março de 2013. A série mostra desde a compra da câmera e as primeiras tentativas de filmagem, passando por um anúncio no jornal em busca de atores e, entre os mais de trezentos currículos recebidos, as audições com mais de cem artistas. Foi reexibido pelo Canal Brasil em agosto de 2015.

### Documentário
Em 2014, virou documentário abordando os desafios de criar um espetáculo na cidade Nova York – o primeiro para ser assistido do High Line Park – pela perspectiva do artista brasileiro Michel Melamed e sobre as fronteiras entre a realidade e a ficção.